# San Michele delle Grotte
De San Michele delle Grotte is een rotskerk in de Zuid-Italiaanse stad Gravina in Puglia.

## Geschiedenis
De 10e-eeuwse kerk is uitgehakt in de lokale tufsteen en heeft de vorm van een vroegchristelijke basilica, met een middenschip en twee zijbeuken. De rotskerk is nog in gebruik, met Pasen wordt een Passiespel opgevoerd. Naast de kerk ligt in een andere grot een stapel schedels en botten, mogelijk de stoffelijke resten van mensen die tijdens de invasie van de Saracenen in 999 de dood vonden.
De kerk is een van de chiese rupestri, een groep rotskerken in Apulië.